# The Walking Dead (Fernsehserie)/Staffel 4
Die vierte Staffel der US-amerikanischen Fernsehserie The Walking Dead war vom 13. Oktober 2013 bis zum 30. März 2014 auf dem US-amerikanischen Kabelsender AMC zu sehen. Die deutschsprachige Erstausstrahlung sendete der Pay-TV-Sender FOX vom 18. Oktober 2013 bis zum 31. März 2014.

## Besetzung
In der vierten Staffel gibt es 13 Hauptdarsteller, davon sind 4 Neuzugänge. Mit ihrer Charaktertode in der vorherige Staffel, werden Sarah Wayne Callies, Laurie Holden und Michael Rooker nicht mehr im Intro aufgeführt. David Morrissey wird in den ersten vier Folgen ebenfalls nicht im Intro aufgeführt. In der 5. Folgen wird er unter "Also Starring" gelistet und mit Beginn von Folge 6 wird er wieder aufgeführt. Emily Kinney, Chad L. Coleman, Sonequa Martin-Green und Lawrence Gilliard Jr. gehören ab dieser Staffel zur Hauptbesetzung und werden alle unter "Also Starring" gelistet. McBride und Wilson werden ab dieser Staffel im Intro aufgeführt.

### Hauptdarsteller
- Andrew Lincoln als Rick Grimes
- Norman Reedus als Daryl Dixon
- Steven Yeun als Glenn Rhee
- Lauren Cohan als Maggie Greene
- Chandler Riggs als Carl Grimes
- Danai Gurira als Michonne
- Melissa McBride als Carol Peletier
- Scott Wilson als Hershel Greene
- David Morrissey als Philip „Der Governor“ Blake
- Emily Kinney als Beth Greene
- Chad Coleman als Tyreese Williams
- Sonequa Martin-Green als Sasha Williams
- Lawrence Gilliard Jr. als Bob Stookey

### Nebenbesetzung
- Jose Pablo Cantillo als Caesar Martinez
- Melissa Ponzio als Karen
- Vincent Martella als Patrick
- Kennedy Brice als Molly
- Audrey Marie Anderson als Lilly Chambler
- Alanna Masterson als Tara Chambler
- Jeff Kober als Joe
- Brighton Sharbino als Lizzie Samuels
- Kyla Kenedy als Mika Samuels
- Meyrick Murphy als Megan Chambler
- Marcus Hester als Len
- Sunkrish Bala als Dr. Caleb Subramanian
- Kerry Condon als Clara
- Denise Crosby als Mary
- Michael Cudlitz als Abraham Ford
- Josh McDermitt als Eugene Porter
- Christian Serratos als Rosita Espinosa
- Andrew J. West als Gareth

## Handlung
Zu Beginn der vierten Staffel ist Rick des Tötens müde. Er hat die Führerschaft der Gruppe an einen Rat der Überlebenden abgegeben und kümmert sich vor allem um die Felder und Schweine der Gemeinschaft sowie die Tierfallen in der Umgebung. Als eine tödliche Grippe im Gefängnis ausbricht, greift Rick wieder zu seiner Waffe und ordnet eine Quarantäne der Erkrankten an.
Parallel dazu schlägt sich der Governor nach seinem Rückzug aus Woodbury inzwischen alleine durch. Er findet jedoch Anschluss an eine andere Gruppe Überlebender, deren Führerschaft er sich erneut durch Intrigen und Mord sichert. Er erzählt ihnen von dem Gefängnis und überzeugt sie von dessen Übernahme. Um Rick aus dem Gefängnis zu vertreiben, rückt er erneut mit einer schwer bewaffneten Gruppe am Gefängniszaun an und erpresst ihn mit den gefangen genommenen Hershel und Michonne. Obwohl Rick sich bereit erklärt, alle Leute des Governors im Gefängnis aufzunehmen, findet dieser jeden noch so fadenscheinigen Grund, der gegen ein friedliches Zusammenleben spräche. Als Rick sich letztlich weigert, das Gefängnis kampflos aufzugeben, verletzt der Governor Hershel vor aller Augen tödlich und lässt das Gefängnis angreifen. Infolgedessen wird es großteils zerstört und von Untoten überrannt. Der Governor wird von Michonne mit ihrem Schwert durchbohrt und zum Sterben, mit der Aussicht sich in einen Beißer zu verwandeln, zurückgelassen. Gemeinsam mit Carl verlässt Rick das überrannte Gefängnis, nachdem alle anderen bereits geflüchtet oder nicht mehr auffindbar sind. Kurze Zeit sind Rick, Carl und Michonne als Gruppe gemeinsam unterwegs auf dem Weg nach Terminus, einer angeblich sicheren Zuflucht für alle Überlebenden.
Glenn, der zum Zeitpunkt des Angriffs noch von der Grippe geschwächt ist, findet sich zunächst allein im Gefängnis wieder. Er schließt sich mit der überlebenden Tara zusammen, die eigentlich zu der gegnerischen Gruppe gehört hat, sich aber nach Governors kaltblütigem Mord an Hershel geweigert hatte, mitzukämpfen. Gemeinsam treffen sie auf den Exsoldaten Abraham Ford, dessen Freundin Rosita und den Wissenschaftler Eugene, der vorgibt, die Lösung für die Apokalypse zu kennen, weshalb sie Washington, D.C. zum Ziel haben. Da Glenn unbedingt nach Maggie suchen will und ihr Fahrzeug fahruntüchtig wird, beschließt Abrahams Gruppe, ihm und Tara vorerst dabei zu helfen. Auf ihrem Weg entdecken sie mehrere an Gleisen aufgestellte Schilder, die eine sichere Zuflucht für alle Überlebenden versprechen und dazu Nachrichten von Maggie, die Glenn anweisen, den Schildern zu folgen. Kurz darauf treffen die Gruppen aufeinander und das Paar ist wieder vereint. Währenddessen schlagen sich Daryl und Beth zu zweit durch und lernen dabei einander näher kennen. Eines Nachts verlieren sich die beiden jedoch auf der Flucht vor Beißern aus den Augen und Beth wird an einer Straße von Unbekannten in einem Fahrzeug entführt. Später schließt sich Daryl notgedrungen einer Gruppe von gewaltbereiten Herumtreibern an. Als sie Rick, Carl und Michonne überfallen wollen, hilft Daryl Rick dabei, die Männer zu töten. In Terminus angekommen, wird Ricks Gruppe zunächst freundlich empfangen. Als sie weitere Bewohner kennenlernen sollen, fällt Rick schnell auf, dass sie im Besitz von diversen ihm bekannten Gegenständen sind sowie Kleidungsstücke seiner Freunde tragen. Er verlangt bei gezogener Waffe Antworten und versucht zunächst gemeinsam mit seinen Freunden zu fliehen. Dabei werden sie über das verwinkelte Bahnhofsgelände gejagt und müssen sich schließlich ergeben. Sie werden in einem ehemaligen Güterwagen eingesperrt, wo sie mit Glenns und Maggies Truppe wiedervereint werden. Brodelnd vor Wut verkündet Rick seinen Mitgefangenen, dass die Bewohner von Terminus sich mit den falschen Leuten angelegt haben.
Ein weiterer Strang dreht sich um den Verbleib von Carol, die von Rick zu Anfang der Staffel fortgeschickt wurde, nachdem sie zwei an der Grippe erkrankte Gefängnisbewohner präventiv tötete, um eine Ausbreitung der Krankheit zu verhindern. Sie bekommt den Angriff auf das Gefängnis aus der Ferne mit, kehrt zurück und hilft Tyreese, der mit Judith und zwei weiteren Kindern, Lizzie und Mika, aus dem Gefängnis fliehen konnte. Auf ihrer Reise nach Terminus wird Lizzies Einstellung zu den Beißern, die sie weiterhin als Menschen ansieht, die nur „anders“ sind und eigentlich nur „spielen“ wollen, zum Problem: Um ihre Theorie zu beweisen, tötet das verwirrte, belehrungsresistente Mädchen die eigene Schwester. Carol und Tyreese einigen sich infolgedessen schweren Herzens darauf, Lizzie zum Wohle ihrer Mitmenschen zu töten. Sie wird von Carol erschossen und gemeinsam mit Mika begraben.

## Episoden
| Nr. (ges.) | Nr. (St.) | Deutscher Titel        | Originaltitel               | Erstausstrahlung USA | Deutschsprachige Erstausstrahlung (D) | Regie              | Drehbuch                          | Quoten (USA) |
| --- | --------- | ---------------------- | --------------------------- | -------------------- | ------------------------------------- | ------------------ | --------------------------------- | ------------ |
| 36 | 1         | Kein Tag ohne Unglück  | 30 Days Without an Accident | 13. Okt. 2013        | 18. Okt. 2013                         | Greg Nicotero      | Scott M. Gimple                   | 16,11 Mio.   |
| Die Gruppe hat sich mit den Neuzugängen aus Woodbury im Gefängnis eingerichtet. Die Menschen haben verschiedene Aufgaben wie Nahrungsanbau und -zubereitung, Viehzucht, Unterricht der Kinder oder die Beseitigung von Beißern am Zaun. Rick hat sich aus der Rolle als Anführer etwas zurückgezogen und muss von Hershel – einem Mitglied des neuen Rats der Überlebenden – zur Vorsicht gemahnt werden. Michonne kommt erfolglos von einer Suche nach dem Governor zurück. Daryl wird als erfahrener Anführer von Außenmissionen geschätzt. Während eine Gruppe eine Mission in ein Einkaufszentrum macht, inspiziert Rick außerhalb des Zauns die Tierfallen. Dort findet er eine unbekannte Frau an einem gefangenen Tier, die ihn anspricht und ihn zum Lager mit ihrem Ehemann führen will. In dem Lager greift sie Rick plötzlich an, weil sie ihn an ihren längst toten Mann als Nahrung verfüttern will. Rick wehrt sich und die Frau tötet sich selbst, um wie ihr Mann, der nur noch ein Beißerkopf ist, zu werden. Im Einkaufszentrum hat Bob eine Flasche Alkoholisches in der Hand, stellt sie aber wieder ins Regal, das daraufhin umkippt und sein Bein einklemmt. Die auf dem Flachdach herumlaufenden Beißer bewegen sich in Richtung Lärmquelle. Über dem Regal ist das Dach brüchig und eine größere Zahl von Beißern fällt an mehreren Stellen ins Einkaufszentrum. Beim Anheben des Regals zur Befreiung von Bob wird Zack, der neue Freund von Beth Greene, gebissen; der Rest der Gruppe kann dem nun großflächig einstürzenden Dach entkommen. Später klagt der junge Patrick im Unterricht für die Kinder über Übelkeit; während der Nacht bricht er unter der Dusche zusammen, stirbt und wird zum Beißer. |           |                        |                             |                      |                                       |                    |                                   |              |
| 37 | 2         | Tod, überall Tod       | Infected                    | 20. Okt. 2013        | 25. Okt. 2013                         | Guy Ferland        | Angela Kang                       | 13,95 Mio.   |
| Ein Unbekannter verfüttert nachts an der Innenseite des äußeren Zauns des Gefängnisses Ratten an die Beißer, weshalb sich diese an einem kurzen Zaunabschnitt versammeln. Als Karen – von Tyreese kommend – am Waschraum vorbeigeht, hört sie verdächtige Geräusche, geht aber zurück in ihre Zelle und legt sich schlafen. Patrick – jetzt ein Beißer – geht an ihrer Zelle vorbei und tötet einen der neu hinzugekommenen Bewohner, der sich ebenfalls verwandelt. Am Morgen arbeiten Rick und Carl im Garten und hören einen Schuss. Rick eilt ins Gefängnisgebäude und erfährt, dass sich Beißer im Inneren befinden, die im Zellentrakt weitere Opfer gefunden haben. Mit vereinten Kräften gelingt es, alle Streuner zu eliminieren. Am äußeren Zaun wird Michonne von zwei weiteren Beißern attackiert, kann aber durch das Eingreifen von Carl und Maggie gerettet werden. Neben direkten Opfern stirbt Ryan Samuels, der Vater der Mädchen Lizzie und Mika, einige Zeit später an den Folgen eines Bisses. Carol nimmt die beiden Waisenkinder in ihre Obhut. Der Rat der Überlebenden erkennt, dass Patrick an einer sehr schnell verlaufenden Grippeinfektion gestorben ist. Aus Angst vor der Ausbreitung beschließt der Rat die Quarantäne der bereits infizierten und hustenden Karen und David. Am Zaun wird der Druck, den die durch Schüsse angelockte große Beißergruppe ausübt, gefährlich. Nur unter Opferung der Schweine als Lockmittel für die Streuner gelingt die Stabilisierung des Zauns, wobei mehrere am Fuß des Zauns liegende angefressene Rattenkadaver gefunden werden. Daryl bestärkt den an sich selbst zweifelnden Rick in seiner Rolle als Anführer. Rick legt daraufhin wieder seinen Waffengürtel an und händigt auch Carl wieder dessen Pistole aus. Tyreese entdeckt im Isolationsblock die zwei verkohlten Leichen von Karen und David. |           |                        |                             |                      |                                       |                    |                                   |              |
| 38 | 3         | Quarantäne             | Isolation                   | 27. Okt. 2013        | 1. Nov. 2013                          | Dan Sackheim       | Robert Kirkman                    | 12,92 Mio.   |
| Während die zwölf Opfer der Beißerattacke auf dem Gefängnisgelände bestattet werden, bricht bei den verkohlten Leichen von Karen und David ein Streit zwischen Tyreese und Rick aus. Tyreese fordert von Rick die Suche und Auslieferung des Mörders, was in einer Schlägerei endet. Hershel verarztet Rick und ruft ihm seine Verantwortung für die Gruppe ins Gedächtnis, während Tyreese voller Zorn und Trauer Karen und David beerdigt. Im Zellenblock A ist wegen der Grippe-Epidemie eine Quarantänestation eingerichtet worden, in der Dr. S. (Dr. Caleb Subramanian) die kranken Mitglieder der Gruppe – darunter auch Sasha – betreut. In einer Sitzung des Führungsrats (Glenn, Carol, Daryl, Michonne und Hershel) schlägt Hershel vor, aus einem 50 Meilen entfernten Veterinär-College Antibiotika zu besorgen, da alle näher gelegenen Apotheken bereits abgesucht sind. Auch sollen die gesunden Mitglieder der Gruppe (die Kinder, Carl und Hershel) im Verwaltungsgebäude zu ihrem Schutz isoliert werden. Die Zahl der Insassen der Isolierstation steigt weiter, auch Glenn wird infiziert. Trotz Infektionsrisikos hilft Hershel Dr. S. im Isoliertrakt. Michonne, Daryl, Tyreese und Bob stoßen auf der Fahrt zum College plötzlich auf eine riesige Ansammlung Beißer, die sofort das Fahrzeug umstellen. Im Rückwärtsgang können sie den Wagen freibekommen, bis die Hinterräder in den Körpern umgefahrener Beißer durchdrehen. Daryl entscheidet, sofort den Wagen in Richtung Wald zu verlassen. Der zunächst apathisch im Wagen sitzengebliebene Tyresse kann sich nur schwer durch die Beißer durchkämpfen. Rick untersucht den Tatort, an dem Karen und David verbrannt wurden; sein Verdacht fällt wegen des blutigen Handabdrucks einer Frau auf Carol. Als er sie fragt, ob sie Karen und David umgebracht habe, bejaht Carol. |           |                        |                             |                      |                                       |                    |                                   |              |
| 39 | 4         | Im Zweifel             | Indifference                | 3. Nov. 2013         | 8. Nov. 2013                          | Tricia Brock       | Matt Negrete                      | 13,31 Mio.   |
| Die Gruppe um Daryl und Tyreese kann sich von den Beißern lösen und findet bei einer Autowerkstatt ein neues Auto, das aber repariert werden muss. Beim Freilegen der Werkstatt und Töten der Beißer fällt Tyreese wechselweise in eine Lethargie oder unkontrollierte Wut und gefährdet dabei die Gruppe. Rick und Carol treffen auf der Suche nach Lebensmitteln und Medikamenten auf ein junges, verletztes Paar. Dieses wurde von ihrer Gruppe getrennt und schlägt sich nun alleine durch. Carol versorgt die Verletzungen und renkt dem jungen Mann die Schulter ein. In der Veterinärschule findet die Gruppe um Daryl die nötigen Medikamente, muss sich aber dann den Weg nach draußen gegen eine größere Herde Streuner frei kämpfen. Dabei wird im Rucksack von Bob – anstelle von Medikamenten – Schnaps entdeckt. Rick und Carol suchen weiter nach Vorräten; das junge Paar geht ebenfalls auf die Suche, die Gruppen wollen sich zwei Stunden später wieder treffen. Rick und Carol finden jedoch die von Beißern zerfetzte Leiche der jungen Frau, der Mann erscheint nicht am Treffpunkt. Als Carol ins Auto einsteigen will, hält Rick die Tür verschlossen und erklärt ihr, dass er sie wegen des Mordes an Karen und David nicht mehr in der Gruppe haben will. Er stattet das Auto des Paares mit Vorräten aus und schickt sie weg. Auf der Rückfahrt ins Gefängnis sieht er andauernd in den Rückspiegel. |           |                        |                             |                      |                                       |                    |                                   |              |
| 40 | 5         | Die Krankheit zum Tode | Internment                  | 10. Nov. 2013        | 15. Nov. 2013                         | David Boyd         | Channing Powell                   | 12,20 Mio.   |
| Auf der Quarantänestation im Gefängnis eskaliert die Situation und Hershel muss einige der Kranken künstlich beatmen; ihm bleiben nur noch Sasha und Glenn als Unterstützung. Verstorbene werden aus der Station entfernt und mit einem Stich ins Gehirn an der Wiederkehr gehindert. Bald darauf kommt Rick zurück und erklärt Maggie, warum Carol nicht mitgekommen ist. Auf der Station kümmert sich Hershel um Dr. S, der schwer erkrankt ist. Beim Verschließen der Zellentüren trifft Hershel erneut auf einen Verstorbenen, den er mit Hilfe von Sasha entfernt. Diese bricht aus Erschöpfung und Wassermangel zusammen und kann gerade noch mit einer Infusion gerettet werden. Rick berichtet Hershel seine Entscheidung in Bezug auf Carol. Später stützen Rick und Maggie den Zaun mit Holzpfählen gegen eine immer größer werdende Menge von Beißern ab. In der Isolierstation sterben in kurzer Folge mehrere Menschen, woraufhin Hershel einige erschießen muss, darunter Dr. S.. Maggie hört die Schüsse und eilt zur Station. Mit Mühe kann sie ihren Vater retten und Hershel daraufhin den zusammengebrochenen Glenn mit einem Beatmungsbeutel versorgen. In der Nacht wird der Druck auf den Zaun so groß, dass einer der stützenden Balken bricht. Rick hat sich Carl zur Unterstützung geholt; als die Beißer in den Gang zwischen den Zäunen und kurz darauf in den Hof einbrechen, benötigen die beiden zwei Sturmgewehre, um die Streuner zurückzuschlagen. Im Laufe dieses Gefechtes zeigt sich Carl als sicherer und zuverlässiger Kämpfer. Hershel kann mit Maggies Hilfe die Situation im Isolationsbereich stabilisieren. Als die Gruppe um Daryl zurückkommt, können auch die nötigen Antibiotika verabreicht werden. Am nächsten Morgen beseitigt die Gruppe die Schäden der Nacht. Mit einem Pick-up fahren Michonne und Hershel die Leichen der Beißer nach draußen. Am Waldrand wird die Statur des Governors sichtbar, der das Gefängnis beobachtet. |           |                        |                             |                      |                                       |                    |                                   |              |
| 41 | 6         | Lebendköder            | Live Bait                   | 17. Nov. 2013        | 22. Nov. 2013                         | Michael Uppendahl  | Nichole Beattie                   | 12,00 Mio.   |
| Nachdem der Governor fast alle seiner eigenen Leute getötet hatte, durchstreift er mit seinen zwei verbliebenen Gefolgsleuten Martinez und Shumpert die Gegend. Bald ziehen die beiden jedoch nachts, als er schläft, ohne ihn weiter. Der Governor fährt nach Woodbury und zündet die ganze Stadt an. Danach streift er monatelang alleine umher, bis er – heruntergekommen und entkräftet – in einer Stadt ein bewohntes Gebäude findet. Dort haben sich die Schwestern Lilly und Tara, eine Krankenschwester und eine Polizeischülerin, ihr krebskranker Vater und Lillys Tochter Meghan verschanzt und gewähren dem Governor Unterschlupf; er gibt Brian als seinen Namen an und verschweigt Details seiner Vergangenheit. Brian hilft der Familie, indem er ein Spiel für das Kind aus einer Nachbarswohnung sowie aus einem nahegelegenen Altersheim Sauerstoffflaschen für den Vater holt. Zwischen ihm und dem Mädchen entsteht ein Vertrauensverhältnis, da der Governor in ihr seine verstorbene Tochter und sie in ihm ihren Vater sieht. Als der Vater der Schwestern jedoch stirbt und vom Governor nach der Verwandlung und vor den Augen des Mädchens brutal getötet werden muss, zieht sie sich schockiert wieder zurück. Danach will Brian alleine weiterziehen; die Schwestern beschließen jedoch kurzerhand, mitzukommen. In einer Nacht kommt Lilly dem Governor näher. Das vorhandene Fahrzeug fällt nach einer Weile aus und die Gruppe muss zu Fuß weiter. Sie werden von einer Horde Beißer überrascht und fliehen, wobei der Governor das Mädchen auf den Armen trägt. Beide landen in einer tiefen Grube mit drei Beißern, die Brian mit den Händen tötet. Er schwört dem Mädchen daraufhin, dass er sie immer beschützen werde. Am Rand der Grube erscheint Martinez mit einem Gewehr in der Hand und starrt auf den Governor. |           |                        |                             |                      |                                       |                    |                                   |              |
| 42 | 7         | Handicap               | Dead Weight                 | 24. Nov. 2013        | 29. Nov. 2013                         | Jeremy Podeswa     | Curtis Gwinn                      | 11,29 Mio.   |
| Nach der Rettung aus der Grube integriert sich der Governor in das Lagerleben der neuen Gruppe um Martinez. Dieser verrät ihn nicht, als er seinen neuen Namen erfährt, erklärt ihm aber, dass er hier das Sagen hat. Meghan erfährt vom Governor während eines Schachspiels einiges aus seiner Kindheit. Später geht der Governor mit Martinez, Piet und Mitch auf eine Versorgungstour. Im Lager freunden sich Lilly und Tara mit einigen anderen an, Lilly arbeitet dabei als Krankenschwester. Die Gruppe verfügt in dem Lager über einen Kampfpanzer vom Typ M60A1. Auf der Tour trifft der Trupp auf ein Haus, in dessen Umfeld sich einige geköpfte Leichen befinden. Sie dringen in das Haus ein und werden kurz darauf von Beißern angegriffen, die sie aber schnell erledigen können. Sie finden Vorräte, darunter auch Bier, und sie machen eine ausgiebige Pause in dem Haus, wobei die Charaktere vorgestellt werden. Der Governor vermeidet es intensiv, über seine Vergangenheit zu sprechen, obwohl Martinez ihn darauf anspricht. Später im Lager holt Martinez den Governor ab und spielt, ausgiebig Alkohol trinkend, Golfbälle von einem Wohnmobil in die umliegenden Beißergruben. Der Governor schlägt Martinez plötzlich mit einem Golfschläger nieder und wirft ihn anschließend lebendig in eine Beißergrube. Piet erklärt am nächsten Morgen der Gruppe, man hätte Martinez in der Beißergrube gefunden und führt das auf den Vollrausch zurück. Unter Protest übernimmt Piet das Kommando und geht danach mit dem Governor und Mitch auf eine erneute Tour. Dabei treffen sie auf ein Lager mit unbekannten Menschen, welches Mitch überfallen will. Piet verweigert diesen Überfall und sie suchen weiter Vorräte. Als sie später an den Ort zurückkommen, sind die Menschen dort von einer weiteren, unbekannten Gruppe überfallen und beraubt worden. Mitch tötet einen schwer verletzten Überlebenden, was zum Konflikt mit seinem Bruder führt. Der Governor verlässt mit Lilly, Tara und Meghan nachts das Lager, sie müssen aber wegen einer unpassierbaren Straße zurückfahren. Am nächsten Morgen tötet der Governor Piet und bedroht seinen Bruder Mitch; nachdem er ihm den Tod seines Bruders mitgeteilt hat, zwingt er ihn, ihm Gefolgschaft zu schwören. Der Governor versenkt den Körper von Piet in einem See, übernimmt das Kommando im Lager, gibt neue Regeln zum Verhalten aus und bereitet seinen Angriff auf das Gefängnis vor. Als Meghan mit Tara fangen spielt und von einem Beißer angegriffen wird, kann Tara diesen mit Mühe so lange von Meghan fernhalten, bis Brian ihn mit einem Kopfschuss tötet. Brian beobachtet den im See versenkten Piet, der sich – als Beißer unter Wasser angekettet – bewegt. Später fährt er in die Nähe des Gefängnisses, wo er auf Michonne und Hershel trifft, die außerhalb des Zauns Beißer vom letzten Angriff verbrennen. Er bedroht sie mit einer Beretta. |           |                        |                             |                      |                                       |                    |                                   |              |
| 43 | 8         | Kein Zurück            | Too Far Gone                | 1. Dez. 2013         | 6. Dez. 2013                          | Ernest Dickerson   | Seth Hoffman                      | 12,05 Mio.   |
| Der Governor schwört in seinem Camp seine Leute darauf ein, einen Angriff auf das Gefängnis zu wagen. In Zwischen- bzw. Rückblenden wird gezeigt, wie er Hershel und Michonne gefangen nimmt. Er erklärt die Situation seiner neuen Freundin Lilly und versorgt anschließend Hershel und Michonne in einem Wohnmobil, die er dort als Geiseln hält. Hershel versucht erfolglos, den Governor von einer friedlichen Lösung zu überzeugen. Der Governor bringt Lilly und Meghan an einem Fluss in Sicherheit und verabschiedet sich dann von dem kleinen Mädchen. Im Gefängnis erholt sich Glenn von seiner Krankheit und Rick hat eine heftige Diskussion mit Daryl wegen Carol. Als sie Tyreese über den Sachverhalt aufklären wollen, finden sie diesen in den Katakomben, wo er eine sezierte und auf ein Brett genagelte Ratte gefunden hat. In dem Moment beginnt der Angriff, der von dem Panzer unterstützt wird. Der Governor zeigt seine Geiseln und Rick geht hinunter an den Zaun. Dort versucht er zu verhandeln, während seine Truppe am oberen Zaun in Stellung geht und der Rest ein Evakuierungsprotokoll durchführt. In der Zwischenzeit sieht man Lilly und Meghan am Fluss, wo die Kleine im Matsch spielt. Dort wurde früher ein Beißer vergraben, der plötzlich aus der Erde auftaucht und Meghan beißt. Rick versucht verzweifelt, die Anderen aus der Gruppe des Governors zu überzeugen, gemeinsam im Gefängnis zu leben. Als diese scheinbar weich werden, nimmt der Governor das Schwert von Michonne und trennt Hershel den Kopf zur Hälfte vom Rumpf ab. Unmittelbar danach beginnt ein Feuergefecht, in dem Rick leicht verletzt wird und sich hinter einen umgekippten Bus rettet. Michonne nutzt die Möglichkeit, Schutz zu suchen und ihre Fesseln zu durchtrennen. Der Governor trennt Hershel den Kopf mit mehreren Schwerthieben vollständig ab. Man sieht Lilly, die am Schauplatz mit der toten Meghan im Arm angekommen ist. Der Governor nimmt ihr das Kind ab, schießt ihm in den Kopf und gibt Befehl zum Angriff. Der Panzer durchbricht den Zaun und es kommt zu einem weiteren, schweren Gefecht. Rick passt den Governor gewaltsam ab, woraufhin zwischen ihnen eine Schlägerei beginnt. Die anderen ziehen sich unter schwerem Feuer zurück und wollen mit dem bereitstehenden Evakuierungsbus fliehen. Da Beth nach Judith sucht, wird die Gruppe geteilt und der Bus fährt ohne sie ab. Tyreese kommt im Feuergefecht in fast aussichtslose Bedrängnis, als seine Angreifer von Lizzie und Mika erschossen werden. Daryl kann den Panzer zerstören, indem er zwischen zwei Schüssen der Kanone eine Handgranate durch das Rohr in den Innenraum wirft. Dann tötet er Mitch, der sich ergeben will. Der Governor und Rick kämpfen noch im Vorfeld, als der Governor plötzlich von Michonne mit dem Schwert durchbohrt wird. Rick begibt sich zurück zum Gefängnis, wo er Carl findet, der ihn erneut vor Beißern rettet. Kurz darauf finden sie den leeren, blutigen Kindersitz von Judith, was sie einem Nervenzusammenbruch nahebringt. Beide fliehen aus dem Gefängnis in den Wald. Auf dem Schlachtfeld liegt der Governor und windet sich vor Schmerzen, als plötzlich Lilly auftaucht und ihm in den Kopf schießt. Rick und Carl verlassen das Gefängnis, klettern über eine Anhöhe und schauen sich nicht mehr um. Im Hintergrund sieht der Zuschauer, wie sich das Gefängnis mit den vom Lärm angelockten Beißern füllt. |           |                        |                             |                      |                                       |                    |                                   |              |
| 44 | 9         | Für Dich               | After                       | 9. Feb. 2014         | 10. Feb. 2014                         | Greg Nicotero      | Robert Kirkman                    | 15,76 Mio.   |
| Die Episode beginnt mit einem Überblick über das zerstörte Gefängnis und das Schlachtfeld mit den Leichen und Beißern. Dann taucht Michonne auf, die zunächst einige Beißer köpft. Im Anschluss trennt sie zwei Beißern die Arme und Unterkiefer ab und führt sie als Schutz wieder an einer Leine mit. Sie findet den abgetrennten, mutierten Kopf von Hershel und durchsticht ihn. Die Szene wechselt zu Rick und Carl, die eine Straße entlang laufen. Während Rick schwer angeschlagen ist, geht Carl trotzig voran, da er wütend auf seinen Vater ist. Sie betreten einen Imbiss, in der Rick den anwesenden Beißer mit einer Axt erledigen will, es aber nicht schafft. Carl erschießt den Beißer, worauf ihm Rick Vergeudung von Munition vorwirft. Sie finden etwas Verpflegung und laufen weiter. Michonne zieht während dessen durch den Wald und findet an der Straße die Spuren von Rick und Carl. Trotzdem geht sie in eine eigene Richtung weiter. Rick und Carl gehen in ein Haus, in dem zum ersten Mal wieder der Eindruck einer heilen Welt aufglimmt. Sie verbarrikadieren sich darin und Rick fällt in einen ohnmachtsartigen Schlaf. Ein Rückblick zeigt eine Szene aus dem Leben von Michonne, die mit ihrem 3-jährigen Sohn, ihrem Freund und einem weiteren Vertrautem in einem Wohnzimmer ist. Plötzlich verändern sich die zwei Männer und haben blutende Armstümpfe wie die angeleinten Beißer. Michonne erwacht aus dem Albtraum in einem Auto, in dem sie übernachtet hat. Auch Carl wacht im Haus auf und versucht seinen Vater zu wecken, was ihm nicht gelingt. Durch sein Rufen kommen zwei Beißer an die Tür. Carl geht durch die Hintertür hinaus und lockt die beiden vom Haus weg. Rückwärts laufend übersieht er einen weiteren Beißer, wird angegriffen und kann die drei nur mit Mühe erschießen. Michonne zieht mit den beiden angeleinten Beißern durch den Wald, weitere Beißer schließen sich der Gruppe an. Carl kommt zurück zu Rick, wirft dem Schlafenden seinen Frust der letzten Zeit vor und macht ihm deutlich, wie sehr sein Respekt von ihm geschwunden ist. Auf der Suche nach Lebensmitteln geht er in ein anderes Haus. Dort wird er von einem Beißer angegriffen und verschießt seine Munition, ohne ihm den Garaus zu bereiten. Mit letzter Kraft und unter Verlust eines Schuhes kann er entkommen, indem er den Beißer in ein Zimmer einschließt. Michonne verursacht die mitlaufende Herde von Beißern immer mehr Unbehagen. Plötzlich köpft sie alle, auch ihre zwei Tarn-Beißer, und beginnt zu schluchzen. Sie geht zurück zur Straße und nimmt die Spur von Rick auf. Carl ist wieder im Haus, als sein Vater plötzlich röchelnd und stöhnend aufwacht. Von der Wahrscheinlichkeit ausgehend, Rick sei mutiert, richtet er seine Pistole auf ihn, stellt aber fest, dass er nicht auf ihn schießen kann, als Rick ihn plötzlich anspricht. Die beiden versöhnen sich wieder etwas. Michonne kommt zum Imbiss und bleibt dort eine Weile in ihren Erinnerungen sitzen. Rick und Carl sprechen sich in dem Haus aus, als Michonne auf die Veranda kommt, beide durchs Fenster sieht und an die Tür klopft. Rick schaut durch den Spion und dreht sich mit den Worten „Ist für Dich“ lachend zu Carl um. |           |                        |                             |                      |                                       |                    |                                   |              |
| 45 | 10        | Neben dem Gleis        | Inmates                     | 16. Feb. 2014        | 17. Feb. 2014                         | Tricia Brock       | Matthew Negrete & Channing Powell | 13,34 Mio.   |
| Beth und Daryl sind zusammen in den Wäldern auf der Flucht. Beth versucht Daryl dazu zu überreden, die anderen zu suchen. Beide finden immer wieder Spuren und werden von Beißern angegriffen. Auch Tyreese, Judith, Lizzie und Mika sind zusammen unterwegs im Wald. Das Weinen von Judith lockt immer wieder Beißer an und zwingt die Gruppe zur Flucht. Als sie einen Schrei hören, stellt Tyreese die zwei größeren Mädchen Rücken an Rücken zur Verteidigung auf, überlässt ihnen Judith und folgt dem Geräusch. An einem Bahngleis sieht er zwei fremde Überlebende im Kampf mit Untoten, die an einem dritten bereits fressen. In der Zwischenzeit werden auch die Mädchen von zwei Beißern angegriffen. Tyreese kann am Bahngleis alle Beißer erledigen, aber ein weiterer Überlebender wird getötet, der andere gebissen. Als Tyreese Schüsse hört und zurück zu den Kindern will, erscheint Carol zusammen mit Lizzie, Mika und Judith. Von dem Gebissenen erfahren sie von einem sicheren Gebiet, das sich am Ende der Bahnlinie befinden soll. Sie folgen den Gleisen und treffen auf ein Hinweisschild. Die anfangs gezeigten Szenen mit Beth und Daryl beinhalten bereits ein dem Kampf am Bahngleis nachfolgendes Geschehen: Der mutierte Gebissene greift Beth und Daryl im Wald an, am Bahngleis töten sie drei Beißer, die sich an den beiden Leichen gütlich tun. Die Gruppe aus Maggie, Sasha und Bob ruht sich an einem Gewässer aus. Maggie nimmt – entgegen dem Willen der Anderen – die Suche nach dem Bus auf, in dem sie Glenn vermutet. Widerwillig folgen ihr Sasha und Bob. Sie finden auf der Straße den Bus, der voller Beißer ist. Sie öffnen in kurzen Abständen die Hintertüre, um die Beißer einzeln herauszulassen und zu töten. Dann gelingt es nicht mehr, die Tür zu schließen und alle Beißer strömen auf einen Schlag heraus. Die Gruppe kann sie unbeschadet töten, auch Maggie erledigt einen letzten Beißer im Bus. Voller Erleichterung und Freude, dass sich Glenn nicht unter den Untoten befand, weint sie. Glenn erwacht derweil auf dem zerschossenen Übergang des Gefängnisses, der über dem Gefängnishof und außerhalb der Reichweite der Walker liegt, aus einer Ohnmacht. Er packt eine Ausrüstung, zieht sich eine Schutzuniform samt Helm an und durchbricht die Reihen der Beißer. Dabei sieht Glenn Tara, die im Schockzustand in einem vergitterten Abteil des Gefängnishofes sitzt, und bringt sie dazu, mit ihm aus dem Gefängnis zu fliehen. Sie gelangen zur Straße. Als sie gegen vier am Waldrand auftauchende Walker kämpfen, bricht Glenn plötzlich zusammen. Tara tötet mit dem Gewehrkolben den letzten Beißer, als ein Militär-Lkw mit drei unbekannten Überlebenden aus dem Wald heranfährt. |           |                        |                             |                      |                                       |                    |                                   |              |
| 46 | 11        | Besetzt                | Claimed                     | 23. Feb. 2014        | 24. Feb. 2014                         | Seith Mann         | Nichole Beattie & Seth Hoffman    | 13,12 Mio.   |
| Glenn erwacht aus der Ohnmacht und findet sich zusammen mit Tara auf der Ladefläche des Lkws von Abraham Ford wieder. Er fragt Tara nach dem Bus und sie sagt ihm, dass sie ihn vor drei Stunden passiert hätten. Glenn klopft mit dem Gewehrkolben gegen die Heckscheibe des Führerhauses, der LKW hält an. Glenn läuft zurück, um Maggie in der Nähe des Busses zu suchen, Abraham will jedoch, dass die Gruppe zusammenbleibt und hält Glenn auf. Der ehemalige Sergeant erklärt, dass er und seine Begleiter Dr. Eugene Porter und Rosita Espinosa den Auftrag hätten, nach Washington zu gelangen, da Eugene die Ursache der Apokalypse kennen würde. Dabei würden sie auch die Hilfe von Glenn und Tara benötigen. Glenn läuft jedoch weiter den Weg zurück, gefolgt von Tara. Als Abraham behauptet, dass Maggie längst tot sei, schlägt ihn Glenn zu Boden, Abraham stürzt sich auf ihn, die beiden ringen, während die Frauen sie zu trennen versuchen. Derweil greifen durch den Lärm aufmerksam gewordene Beißer den am Lkw gebliebenen Eugene an, dessen Rufe die Kämpfenden nicht wahrnehmen. Eugene greift selbst zum Gewehr, ist aber so ungeübt damit, dass er mit einer Feuersalve auch den Tank des Lkws trifft. Die herbeieilenden anderen können die Beißer schnell erledigen, aber der Lkw ist nicht mehr zu reparieren. Die drei anderen schließen sich Glenn und Tara an und begeben sich auf den Weg zurück. Inzwischen erholen sich Carl, Michonne und Rick in dem Haus und lassen ihre Vergangenheit Revue passieren. Während Michonne und Carl nach Vorräten suchen, legt sich der angeschlagene Rick in ein Bett im ersten Stock und fällt schon bald in einen Schlaf. Er wird durch laute Stimmen im unteren Teil des Hauses geweckt. Gerade noch rechtzeitig versteckt er sich unter dem Bett, als einer der Eindringlinge ins Schlafzimmer kommt und sich ins Bett legt. Der Eindringling schläft ein, wird aber bald von einem seiner Begleiter geweckt, der ebenfalls in diesem Bett schlafen will. Es kommt zu einem Kampf der beiden. Einer der Eindringlinge geht dabei zu Boden und sieht Rick unter dem Bett kauern, kann aber im Würgegriff des Anderen nichts sagen und fällt in Ohnmacht. Der Stärkere legt sich ins Bett und schläft ein. Rick kann sein Versteck verlassen und trotz umherlaufender Männer in ein anderes Zimmer gelangen, dessen Fenster sich jedoch nicht öffnen lassen. Er eilt weiter ins Bad und erblickt dort nach dem Schließen der Türe einen Eindringling, der ebenso überrascht ist wie er. Rick kann ihn mit dem Tragegurt von dessen MP ungehört erdrosseln. Bevor er mit der MP aus dem Badfenster steigt, öffnet er wieder leicht die Türe, um keinen Argwohn zu erregen und möglicherweise auch, um eine Beißerattacke zu ermöglichen. Er flüchtet über das Vordach auf die Veranda, in den Garten und wartet unterhalb der zweiten, an der Straßenseite gelegenen Veranda auf Carl und Michonne. Einer der Männer setzt sich zum Essen auf das Geländer. Als Rick Carl und Michonne herannahen sieht und seine Waffe gegen den Mann auf der Veranda richten will, wird dieser durch die Geräusche des zum Beißer verwandelten Getöteten und Schüsse ins Haus zurückgeholt. Rick kann unbemerkt zu Michonne und Carl gelangen und in Richtung der Bahngleise weiterlaufen. Die Drei entdecken ein Plakat mit dem Hinweis auf Terminus – Rick entschließt sich, dorthin zu gehen. |           |                        |                             |                      |                                       |                    |                                   |              |
| 47 | 12        | Alkohol                | Still                       | 2. März 2014         | 3. März 2014                          | Julius Ramsay      | Angela Kang                       | 12,61 Mio.   |
| Daryl und Beth errichten ein kleines Lager. Beiden machen die vorangegangenen Ereignisse Probleme; doch während Daryl in ein brütendes Schweigen flieht, beschließt Beth, zum ersten Mal in ihrem Leben Alkohol zu probieren, was ihr Vater aufgrund seines Problems damit nicht gestattet hatte, und macht sich auf die Suche danach. Daryl folgt ihr und beschützt sie, wirkt aber distanziert und fast schon verachtend. Sie kommen zu einem Country Club, stoßen dort auf tote wie auf lebende Beißer, gegen die sie sich zur Wehr setzen müssen, und durchsuchen ihn. In der Bar des Clubs findet Beth Pfirsichschnaps, aber Daryl meint, ihr erster Alkohol sollte etwas Besseres sein und wirft die Flasche zu Boden. Er führt sie zu einer Hütte, die er angeblich mit Michonne gefunden hat, und holt aus dem Schuppen einige Flaschen Schwarzgebrannten. Beth erklärt Daryl das Trinkspiel Ich habe noch nie und beide trinken, bis er anlässlich einer Spielfrage in Rage gerät und leicht gewalttätig wird. Nach einem heftigen Streit mit gegenseitigen Vorwürfen beruhigt sich Daryl. Er erzählt Beth von seiner Jugend als Merles Bruder und Redneck, für die er sich schämt. Beth erklärt ihm, dass man bleiben müsse, wer man ist, und nicht, wer man war und Orte wie diesen hinter sich lassen müsse. Auf Beths Vorschlag hin verteilen sie den restlichen Schnaps im Haus und brennen es nieder. |           |                        |                             |                      |                                       |                    |                                   |              |
| 48 | 13        | Allein                 | Alone                       | 9. März 2014         | 10. März 2014                         | Ernest Dickerson   | Curtis Gwinn                      | 12,65 Mio.   |
| In einer Rückblende wird Bob von Daryl und Glenn gefunden, nachdem er einige Zeit allein unterwegs war. Er zeigt kein großes Interesse an der Gruppe, will aber dennoch mit ins Gefängnis, um nicht mehr allein zu sein. In der Gegenwart bringt Daryl Beth das Pirschen bei, wobei sie eine Tierfalle am Knöchel verletzt. In einem gepflegten Bestattungsinstitut, in dem jemand zu verkehren scheint, finden sie Vorräte. Während einer Aussprache werden sie von den Stolperfallen alarmiert. Daryl geht, weil er erwartet, wie zuvor einen streunenden Hund vorzufinden, unbewaffnet zur Tür, öffnet jedoch einer Gruppe Beißer, vor deren Druck er die Tür nicht mehr verschließen kann. Beth wirft ihm seine Armbrust zu und er lenkt die Walker auf sich, um der verletzten Beth Zeit zur Flucht zu verschaffen. Mit größter Mühe entkommt er den Beißern und gelangt nach draußen, sieht aber nur noch Beths Tasche auf dem Boden und ein wegfahrendes Auto, dem er hinterher rennt, bis er auf einer Kreuzung zusammenbricht. Dort wird er von einer Gruppe Rocker gefunden, denen er sich nach einem kurzen Streit anschließt. Es handelt sich dabei um dieselbe Gruppe, die sich zuvor in der letzten Unterkunft von Rick, Carl und Michonne breitgemacht hatte. Maggie, Bob und Sasha suchen nach Glenn. Maggie möchte nach Terminus, da sie Glenn dort vermutet; Sasha will jedoch nicht dorthin. Maggie zieht nachts heimlich allein weiter; Bob kann Sasha überreden, ihr zu folgen. In einer Stadt trifft Sasha, die sich schließlich doch von Bob getrennt hat, zufällig Maggie. Sie kommen überein, gemeinsam nach Terminus zu gehen und holen Bob auf dem Weg ein. Auch Glenn entdeckt eines der Hinweisschilder nach Terminus und macht sich dorthin auf. |           |                        |                             |                      |                                       |                    |                                   |              |
| 49 | 14        | Schonung               | The Grove                   | 16. März 2014        | 17. März 2014                         | Michael Satrazemis | Scott M. Gimple                   | 12,87 Mio.   |
| Carol, Lizzie, Mika, Judith und Tyreese sind auf den Bahngleisen unterwegs nach Terminus. Morgens bemerken sie – auf der Suche nach Wasser – ein Feuer; ein Beißer taucht auf, verfängt sich aber in den Gleisen. Als Tyreese ihn töten will, wird er von Lizzie abgehalten. Carol und Mika finden ein verlassenes Haus. Während Carol und Tyreese das Haus untersuchen, muss Mika draußen einen Beißer mit der Pistole töten, um Lizzie und Judith zu retten. Lizzie entwickelt immer deutlichere Psychosen. Als Lizzie mit einem Beißer im Garten Fangen spielt und Carol diesen tötet, bezeichnet Lizzie den soeben getöteten Beißer als ihre Freundin. Tyreese schlägt Carol vor, länger im Haus zu bleiben. Mika findet Lizzie, die den eingeklemmten Beißer mit einer Maus füttert und laut überlegt, sich beißen zu lassen, um die Beißer besser verstehen zu können. Als einige stark verbrannte Beißer beim Haus auftauchen, werden diese von allen Vieren gemeinsam erschossen. Am nächsten Tag finden Carol und Tyreese nach der Rückkehr von einem Rundgang auf der Farm Lizzie mit einem blutigen Messer vor: Sie hat Mika erstochen, um sie zu einem Beißer zu machen, und hatte dasselbe auch mit dem Baby vor. Mit Mühe kann Carol ihr Messer und Pistole abnehmen; Tyreese geht mit Lizzie und Judith ins Haus. Carol und Tyreese erkennen die Gefahr eines weiteren Zusammenlebens mit dem gestörten Mädchen. Lizzie hatte die Beißer bereits am Gefängniszaun gefüttert und das Kaninchen auf das Brett genagelt. Carol geht mit Lizzie in den Garten und erschießt sie. In der Nacht gesteht Carol Tyreese, dass sie Karen und David getötet hat und gibt ihm eine Waffe. Tyreese vergibt ihr, will es aber nie vergessen. Am nächsten Morgen gehen sie weiter Richtung Terminus. |           |                        |                             |                      |                                       |                    |                                   |              |
| 50 | 15        | Vereint                | Us                          | 23. März 2014        | 24. März 2014                         | Greg Nicotero      | Nichole Beattie & Seth Hoffman    | 13,47 Mio.   |
| Glenn, Tara, Abraham, Rosita und Eugene sind auf den Gleisen unterwegs, als sie erneut auf einen Hinweis von Maggie stoßen. Glenn, zuversichtlich, nicht weit hinter der Gruppe von Maggie, Sasha und Bob zu sein, will keine Zeit verlieren. Rick versichert Carl und Michonne, die offensichtlich nicht weit hinter der Gruppe auf den Gleisen läuft, bald Terminus erreicht zu haben. Daryl, der weiterhin die plündernden Rocker begleitet, ist früh losgezogen, um zu jagen. Als er sich einen Hasen schießt, kommt es zum Konflikt mit Len, einem der Mitglieder, der hinter ihm stehend den Hasen zeitgleich mit seinem Bogen erwischt hat. Er macht Daryl klar, dass die Beute beansprucht (claimed) ist. Joe löst den Streit auf und erklärt Daryl, wenn man etwas will, es nur zu beanspruchen sei. Er zerteilt den Hasen und überlässt jedem eine Hälfte. Auf den Gleisen erklärt er seine weiteren einfachen Regeln, dass Diebstahl und Lügen durch die Gruppe bestraft werden. Sie verbringen die Nacht in einem Lagerhaus an den Gleisen. Am Morgen wird Daryl durch Len des Diebstahls seiner Hasenhälfte beschuldigt. Joe konnte jedoch beobachten, dass dieser sie Daryl untergeschoben hat und interpretiert dies als Lüge, woraufhin Len von der Gruppe zusammengeschlagen wird. Als sie ihre Unterkunft verlassen, trägt einer der Rocker Lens Bogen und Daryl sieht Lens Leiche mit einem Pfeil im Auge. Sie ziehen weiter und es wird klar, dass sie dicht hinter der Gruppe um Rick sind. Joe berichtet Daryl von den Geschehnissen in dem Haus, wo ein Fremder (Rick) einen der Gruppe umbrachte und dass sie den Angreifer nach Terminus verfolgen, da er dort vermutet wird. Unwissend, dass es sich um Rick handelt, zieht Daryl mit den restlichen Fünf weiter Richtung Terminus. Glenn und Tara trennen sich von Abraham, Eugene und Rosita, da Abraham Eugenes Sicherheit in einem Tunnel, durch den die Gleise führen und aus dem das Fauchen von Beißern zu hören ist, nicht garantieren kann. Im Tunnel stoßen Glenn und Tara auf etliche Beißer, die in Geröll stecken, das sich frisch von der Decke gelöst hat. Maggie hatte den Felssturz ausgelöst, als ihre Gruppe von den Beißern attackiert wurde und sie ihr Magazin in die Decke schoss. Von der anderen Seite des Felssturzes klettern etliche nicht verschüttete Beißer in Richtung Glenn und Tara den Geröllhügel hoch. Diese schleichen sich an einer Tunnelwand an den Beißern vorbei, als Taras Bein eingeklemmt wird. Tara will, dass Glenn alleine weitergeht, dieser weigert sich. Als die Beißer auf sie zukommen, werden diese von Abraham, Eugene, Rosita, Maggie, Sasha und Bob niedergemäht, die von der anderen Seite des Tunnels mit einem Fahrzeug eingefahren sind. Eugene hatte Rosita am Steuer auf die andere Seite des Tunnels navigiert und dort die Maggie-Gruppe vorgefunden. Alle verbringen die Nacht im Tunnel und entscheiden sich, zuerst nach Terminus zu gehen, bevor sie teilweise weiter nach Washington, D.C. reisen. Ohne Probleme kommen sie in Terminus an, wo sie freundlich von Mary empfangen werden, die ihnen ein Heim und Nahrung anbietet. |           |                        |                             |                      |                                       |                    |                                   |              |
| 51 | 16        | Terminus               | A                           | 30. März 2014        | 31. März 2014                         | Michelle MacLaren  | Scott M. Gimple & Angela Kang     | 15,68 Mio.   |
| Ein Rückblick zeigt die Gruppe, noch im Gefängnis, wie sie Rick nach einer Außenmission empfängt. In der Gegenwart sitzt Rick komplett blutüberströmt an einem Fahrzeug. Am vorhergehenden Tag ziehen Rick, Carl und Michonne durch den Wald, fangen ein Kaninchen und richten ein Nachtlager an einem verlassenen Fahrzeug ein. Joe findet die Drei und bedroht Rick sofort mit einer Pistole. Tony, einer der Jäger, kann Rick als die Person, die ihren Kameraden im verlassenen Haus umbrachte, identifizieren. Joe zählt einen Countdown zum Erschießen von Rick herunter, als Daryl dazukommt, Rick, Michonne sowie Carl erkennt und Joe bittet, sie in Ruhe zu lassen, da sie gute Leute seien. Joe stellt klar, dass der Tote da anderer Meinung wäre, Daryl somit lüge und lässt ihn von zwei Leuten verprügeln, während er Rick weiter mit der Waffe bedroht, Tony eine Pistole auf Michonne richtet und ein weiterer es auf Carl abgesehen hat. Als Rick sieht, dass Carl kurz vor einer Vergewaltigung steht, gerät er in Rage und attackiert Joe, der daraufhin Ricks Arme festhält. In letzter Not beißt Rick in Joes Hals und reißt ihm lebenswichtige Blutgefäße auf. Joe bricht sofort zusammen, Michonne nutzt den Moment, um die Waffe in Tonys Hand herumzudrehen und ihn zu erschießen, dann einen von Daryls Angreifern, während Daryl den anderen umbringt. Rick schlitzt Carls Peiniger vor dessen Augen auf und sticht ihn mehrmals nieder. In einer weiteren Rückblende sieht man, wie Hershel Rick überzeugt, im Gefängnis mit Gemüseanbau und einer Schweinezucht zu beginnen, um Carl ein normaleres Leben zu ermöglichen. Am Morgen nach dem Kampf am verlassenen Fahrzeug erklärt Daryl, dass er nicht wusste, mit wem er es zu tun hatte, als er sich auf Joe und seine Jäger einließ. Rick versteht das, bezeichnet Daryl daraufhin als seinen Bruder und erklärt ihm, dass er alles für Carls Überleben tun würde. Michonne erzählt Carl aus ihrer Vergangenheit, dass sie ihren Freund und den gemeinsamen Vertrauten nach dem kurzzeitigen Verlassen eines Flüchtlingscamps gebissen vorfand. Sie ließ beide mutieren und führte sie zur Erinnerung an ihr vermeintliches Versagen an Ketten mit sich, nachdem sie ihnen Arme und Unterkiefer abgehackt hatte. Dann fand sie heraus, dass sie mit den beiden sicher war, andere Beißer sie ebenfalls als Monster wahrnahmen. Und das war sie irgendwie auch, erzählt sie, es gab sie eine sehr lange Zeit nicht, bis Andrea, Rick und Carl sie zurückholten. Carl erzählt von seinen Schwierigkeiten, mit dem, was Rick seiner Meinung nach von ihm erwartet, umzugehen. Beide umarmen sich. Rick entscheidet, Terminus rückseitig durch den Wald zu betreten, weil niemand weiß, was sie dort erwartet. Die von Joes Bande erbeuteten Waffen vergraben sie im Wald. Nach ihrem Eindringen werden sie empfangen und herumgeführt, wobei Rick mehrere Ausrüstungsgegenstände von Glenn und Maggie erkennt. Daraufhin nimmt Rick Alex vom Terminus-Empfangskomitee als Geisel, um zu erfahren, woher sie diese Gegenstände haben. Alex und der in Terminus das Sagen habende Gareth lügen bei den Auskünften, Gareth versucht scheinbar zu beschwichtigen, gibt aber ein geheimes Zeichen, als er seine ausgestreckte, geöffnete Hand plötzlich zu einer Faust zusammenballt. Rick dreht sich sofort mit Alex im Arm um, ein Schütze hinter ihm schießt auf das Zeichen hin und trifft Alex mit einer Kugel, die Rick gegolten hat. Daryl, Michonne, Carl und Rick fliehen. Scharfschützen auf den Dächern zielen neben ihre Füße, um sie in eine bestimmte Richtung zu lenken. Dann werden sie von Gareth gezwungen, in einen alten Waggon zu steigen. In diesem Waggon befinden sich schon Glenn, Maggie, Tara, Sasha, Bob, Eugene, Abraham und Rosita. Rick stellt innerhalb der Gefangenen klar, dass sich die Bewohner von Terminus mit den Falschen angelegt hätten. |           |                        |                             |                      |                                       |                    |                                   |              |